# 麥加之戰
麥加戰役，發生在1916年6月-7月的阿拉伯半島上的穆斯林聖城麥加。6月10日，麥加謝里夫，巴努哈希姆氏族領袖侯賽因·本·阿里，從這座城市開始反抗鄂圖曼帝國哈里發。麥加戰役是第一次世界大戰時期阿拉伯起義的一部分。

## 背景
麥加謝里夫計劃成立從亞丁到阿勒頗的阿拉伯國家。為此他尋求英國人的幫助。他和他的四個兒子進行這次冒險。

## 活動
1916年6月初，大多數土耳其軍隊都前往塔伊夫，這是阿拉伯的一個山地駐紮點，守將是希賈茲省長加利卜帕夏。只剩下1000名男子來保衛麥加。
6月10日，當麥加謝里夫侯賽因·本·阿里從哈希姆宮殿的窗戶向空中射擊，標誌著阿拉伯起義的開始時，其中許多土耳其人在山谷的營房裡睡著了。聽到這一消息，他的5000名支持者開始向三座堡壘中的土耳其軍隊開火，對土耳其部隊的襲擊是突然的，他們的代理指揮官沒有意識到反抗已經開始了。由於謝里夫和土耳其旗幟顏色相同，土耳其指揮官看不出差異，並打電話給謝里夫侯賽因詢問局勢，被告知原因並被勸告投降。他拒絕了，戰鬥開始並持續下去。
第二天，阿拉伯軍隊在禁寺附近捕獲了巴什·卡拉科爾。
第三天，土耳其政府省長哈米迪亞以及副省長被捕。現在，被俘的副省長命令他剩下的土耳其軍隊投降。他們拒絕了。
雙方僵持。雷金納德·溫蓋特爵士通過吉達向訓練有素的埃及砲手發送了兩枚砲彈。他們突破了土耳其堡壘的牆壁。謝里夫的軍隊襲擊了這些防御者。
1916年7月4日，土耳其人最後一次抵抗，經過三週的頑強抵抗，Jirwal軍營投降。

## 結果
這是鄂圖曼帝國結束的開始，它是哈希姆王國的開端，其首都是麥加。它逐漸向北擴展。這場戰鬥給中東帶來了深深的傷痕。阿拉伯國家受到歐洲強大的影響。鄂圖曼帝國的哈里發結束了，巴勒斯坦受到英國的統治，導致以色列國最終成立。
麥加謝里夫侯賽因本人被競爭對手伊本·沙特罷免，他對從也門到敘利亞的阿拉伯國家的夢想仍未實現。